# Wilson, Keppel & Betty
Wilson, Keppel & Betty var en populär brittisk music hallgrupp. 
I gruppens klassiska nummer använde de sig av scendräkter inspirerade av forntida Egyptens mode, vilket då låg i tiden, eftersom man precis funnit Tutankhamuns grav. De dansade en "sanddans", vilken var en parodi på poser från Egyptiska gravmålningar, på ett lager av sand utspritt över scengolvet för att på så vis åstadkomma rytmiska krafsljud. Uppträdandet ackompanjerades ofta av Ballet égyptien av Alexandre Luigini.
Gruppens bas utgjordes av Jack Wilson (29 januari 1894–24 augusti 1970), från Liverpool i England och Joe Keppel (10 maj 1895–1977), från Cork på Irland. När dessa två uppträdde i USA fann de 1928 Betty Knox (Alice Elizabeth Peden, gift Knox, 1906-1963), som hade varit Jack Bennys scenpartner. Trion reste till Storbritannien med sitt nummer för att uppträda på London Palladium under några veckor 1932, men blev sedan kvar. Genom åren byttes dock "Betty" ut omkring tio gånger och Betty Knox drog sig helt tillbaka från gruppen 1941. Istället uppträdde bland andra hennes dotter Patsy som "Betty" från 1941 till 1950. 

## Filmografi i urval
- København, Kalundborg og - ? (1934)
- On the Air (1934)